# Codex Montfortianus
Codex Montfortianus albo minuskuł 61 (wedle numeracji Gregory—Aland), δ 603 (von Soden) – rękopis Nowego Testamentu, pisany minuskułą na papierze w języku greckim, pochodzi z XVI wieku. Księgi biblijne następują w kolejności odmiennej od tradycyjnej, ponadto rękopis zawiera pozabiblijne dodatki oraz noty marginalne. Wykorzystany został przez Erazma z Rotterdamu i Briana Waltona; znany jest ze względu na Commę Johanneum. Przechowywany jest w Dublinie. Nazwa pochodzi od jednego z poprzednich właścicieli.

## Opis rękopisu
Kodeks zawiera pełny tekst Nowego Testamentu, na 455 papierowych kartach (15,8 cm na 12 cm). Księgi mają następującą kolejności: Ewangelie, Listy Pawła, Dzieje Apostolskie, Listy powszechne (Jakub, Juda, 1-2 Piotra, 1-3 Jana), Apokalipsa św. Jana. Tytuły ksiąg biblijnych pisane są na czerwono. Zawiera także pozabiblijne teksty, takie jak Credo Siedmiu Soborów, Życie Dwunastu Apostołów oraz Granice Pięciu Patriarchatów. Teksty te występują w rękopisach rodziny Ferrara. 
Tekst rękopisu pisany jest jedną kolumną na stronę, w 21 linijek na stronę. Każda z kart zawiera znak wodny. Znak jest słabo widoczny, zachował się tylko w części. Rękopis jest dziełem trzech albo czterech kopistów. Tekst Apokalipsy został skopiowany przez innego skrybę. Liczne noty marginalne pochodzą od jego właścicieli. 
Tekst Ewangelii dzielony jest według dwóch systemów, według κεφαλαια (rozdziały) oraz według Sekcji Ammoniusza, których numery umieszczono na marginesie. Sekcje Ammoniusza zostały opatrzone odniesieniami do Kanonów Euzebiusza. Tekst ewangelii zawiera τιτλοι (tytuły) do rozdziałów (κεφαλαια). 

## Tekst

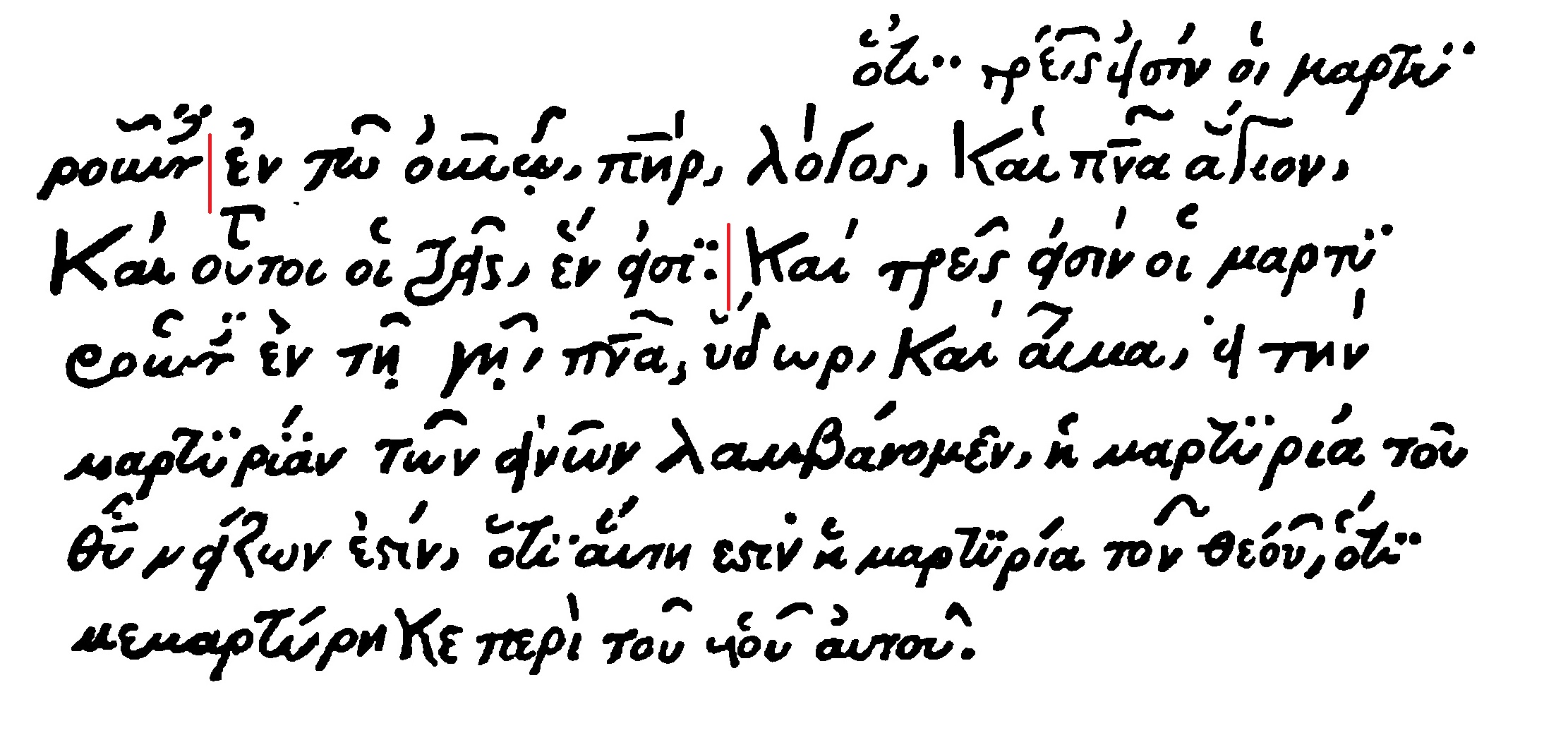
Comma Johanneum

Grecki tekst Ewangelii oraz Dziejów Apostolskich reprezentuje bizantyńską tradycję tekstualną. Aland zaklasyfikował go do kategorii V. Jednak w Listach i Apokalipsie tekst jest mieszany i zawiera dużo starożytnych wariantów, z tego względu Aland umieścił go w III kategorii. Hermann von Soden sądził, że tekst Apokalipsy reprezentuje bizantyńską tradycję tekstualną, jednak badania Joachima Schmida wykazały, że nie jest to tekst bizantyński . W Ewangeliach tekst jest bliski do minuskułów 56 i 58. 
Tekst Apokalipsy reprezentuje formę tekstu odmienną zarówno od wczesnych majuskułów, jak i od późnego tekstu bizantyńskiego. Ten sam typ tekstu przekazuje 046 oraz minuskuł 69. W Dziejach Apostolskich oraz Listach wykazuje pokrewieństwo tekstualne do minuskułu 326. Noty marginalne poczynione przez skrybę w Apokalipsie pochodzą z pierwszego erazmiańskiego wydania Nowego Testamentu z 1516 roku. 
Rękopis nie był badany według Claremont Profile Method, tj. metody wielokrotnych wariantów, ze względu na jego późną datę . 
W 1 J 5,7 zawiera interpolację o trzech świadkach w niebie (tzw. Comma Johanneum). Ze względu na Commę odegrał większą rolę w historii tekstu Nowego Testamentu niż wynikałoby to z jego rzeczywistej wartości. Tregelles ocenił, że na skutek obecności Commy rękopis uzyskał pewien rodzaj znaczenia, którego w inny sposób nie zdołałby uzyskać, a jedyną partią rękopisu, która ma jakąkolwiek wartość krytyczną jest tekst Apokalipsy. Scrivener stwierdził, że rękopis jest znany tylko z tej karty, która zawiera Commę. 
W Ap 2,13 zawiera wariant ἐμαις (w których). W wydaniu Erazma εμαις zostało zamienione w ἐν αἷς (w których). 

## Historia

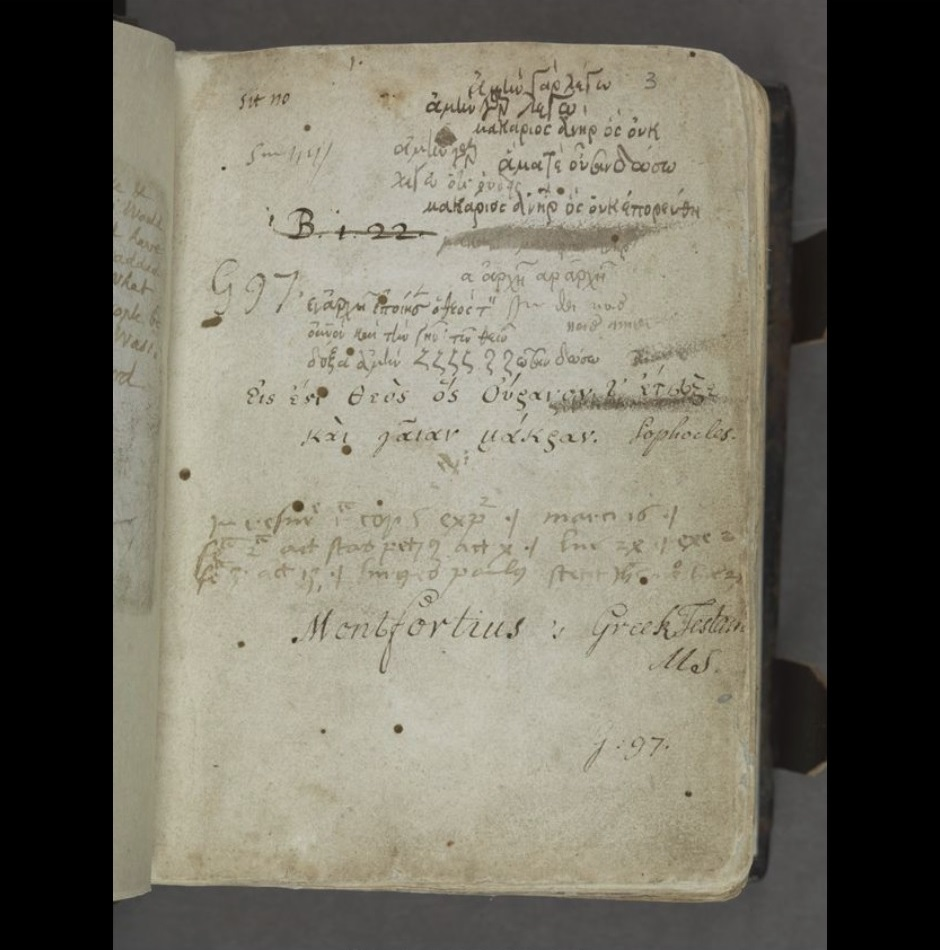
Karta 3 recto

Paleograficznie rękopis datowany jest przez INTF na wiek XVI. Rękopis stał się znany po roku 1519, a przed 1522. Przypuszcza się powszechnie, że rękopis został sporządzony na potrzeby erazmiańskiego wydania Nowego Testamentu i dlatego datowany jest na około 1520 rok. Orlando Dobbin przypuszczał, że tekst Dziejów Apostolskich oraz Listów został skopiowany z minuskułu 326, X-wiecznego rękopisu przechowywanego w Oksfordzie, niezawierającego Commy. Comma została zapożyczona z łacińskiej Wulgaty. Nie jest to jednak oczywiste, ponieważ minuskuł 326 nie zawsze jest zgodny z Montfortianus. Sugerowano także, że Ewangelie zostały skopiowane z minuskułu 56, co również jest wątpliwe. Bardziej prawdopodobną sytuacją jest wykorzystanie kopii minuskułu 56 . 

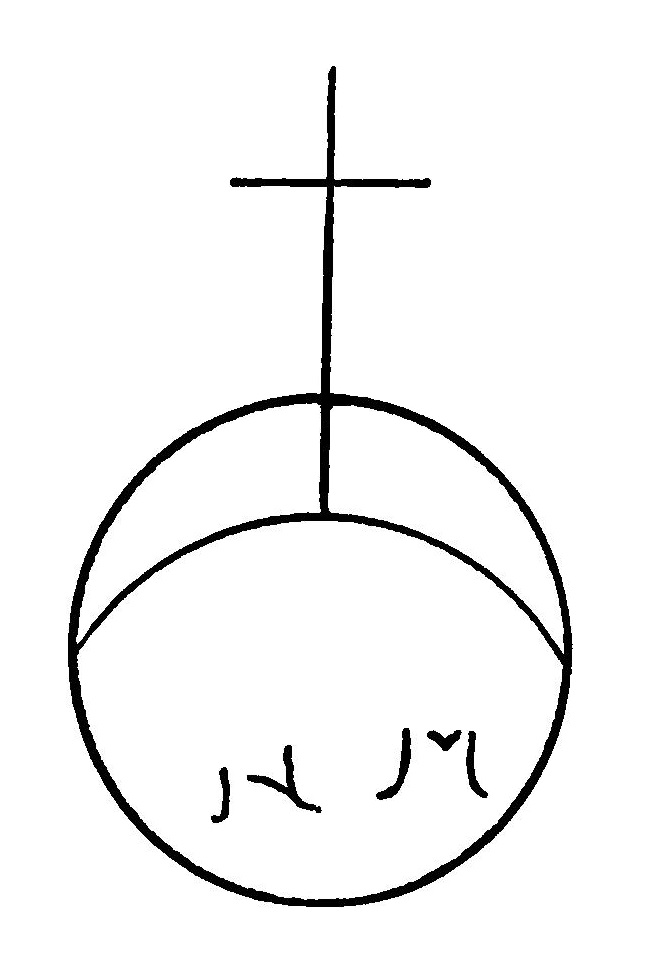
Znak wodny w Montfortianus

Pierwszym znanym właścicielem kodeksu był Froy, franciszkanin, następnymi właścicielami byli: Thomas Clement (1569), William Chark (1582), Thomas Montfort. Od ostatniego z nich kodeks przyjął swoją nazwę. Montfort sprezentował kodeks abp. Ussherowi, który pozwolił go skolacjonować na potrzeby Poligloty londyńskiej biskupa Briana Waltona (Mt 1,1; Dz 22,29; Rz 1) i podarował rękopis Trinity College w Dublinie. 
Rękopis został wykorzystany przez Erazma w jego trzecim wydaniu greckiego Novum Testamentum omne (1522). Erazm określał rękopis mianem Codex Britannicus. Erazm podejrzewał, że rękopis został sporządzony tylko po to, aby uwiarygodnić wariant Wulgaty. Isaac Newton podejrzewał natomiast, że Codex Britannicus nie istniał. Zwolennicy Textus receptus broniący autentyczności Commy zazwyczaj zaprzeczają, aby Erazm miał się posłużyć tym właśnie rękopisem i twierdzą, że Codex Britannicus to jeszcze inny rękopis. Grantley McDonald stwierdził, że chodzi im tylko o to, aby zwiększyć w ten sposób liczbę rękopisów zawierających Commę Johanneum. 
Johann Jakob Wettstein wciągnął rękopis na listę rękopisów Nowego Testamentu. Tekst rękopisu skolacjonował Orlando Dobbin w 1854 roku . C.R. Gregory widział go w 1883 roku. W 1908 roku Gregory nadał mu siglum 61. 
Obecnie przechowywany jest w bibliotece Trinity College (Ms. 30) w Dublinie. 